# حشره‌خوار کوچک آمریکای شمالی
 حشره‌خوار کوچک آمریکای شمالی (نام علمی: Cryptotis parva) نام یک گونه از سرده حشره‌خوار گوش‌کوچک است.